# Mejevoï
Mejevoï (Межево́й) est une commune urbaine de Russie, située dans l'Oural du Sud dans le raïon de Satka de l'oblast de Tcheliabinsk. C'est le centre administratif de la municipalité du même nom.

## Géographie
Mejevoï se trouve à l'ouest de l'oblast, au bord de la rivière Aï.
Près du village, il y a huit grands gisements de minerai de bauxite (au nord de la chaîne Koutchik): Barsoutchy Log, Beloousovskoïe, Blinovo-Kamenskoïe, Ivano-Kouzminskoïe, Krasnokamenskoïe, Meguevoï Log, Pervomaïskoïe, Tcherepanov Log.
La distance de Satka est de 27 km et de la gare la plus proche, Souleïa, 9 km.

## Toponyme
Le village s'appelle à l'origine Mejevoï Log car il est à la frontière de la Bachkirie. Il prend son nom actuel en 1973.

## Histoire
Le village est fondé en 1936 pour accueillir des ouvriers qui travaillent dans les gisements de minerais de bauxite alentour. L'extraction de minerais a lieu dans les mines de Novo-Pristanskoïe et de Koukchinskoïe. Elle se fait au début à ciel ouvert, puis après 1938 sous terre, et en 1941, c'est la première mine qui est ouverte et après la guerre, la deuxième. En 1969, la mine de Blinovo-Kamenskaïa est mise en service et en 1979, celle de Kolodeznaïa.
Le petit village de Novaïa Pristan entre en 1973 dans les limites administratives de Mejevoï, ainsi que les hameaux et villages de Vaniachkino, Aïskaïa Grouppa et Paramonovka.
Dans les années 1980-1990, l'exploitation des mines cesse en raison de son coût élevé.

## Population
Recensements (*) ou estimations de la population
| 1979* | 1989* | 2002* | 2006  |
| ----- | ----- | ----- | ----- |
| 6 204 | 5 208 | 5 572 | 5 654 |

| 2010* | 2012  | 2013  | 2016  |
| ----- | ----- | ----- | ----- |
| 5 649 | 5 704 | 5 620 | 5 388 |

| 2019  | 2021  | - | - |
| ----- | ----- | - | - |
| 5 048 | 5 128 | - | - |

## Économie
Une fabrique de céramique y a fonctionné jusqu'en 2001. Il y a une petite boulangerie industrielle.

## Enseignement
La commune dispose d'un collège, d'un internat, d'une école sportive pour enfants, d'un centre slave, d'une école de musique.

## Lieux à voir
- Église Saint-Spiridon;
- Fours à chaux;
- Monument aux mineurs, square de la Gloire;
- Statue de Zeleniouk;

## Transport
Le village est accessible par automobiles et autocars. Ces derniers le relient à Satka, Aïlino et Bakal.